# Strashimira Simeonova
Pour les articles homonymes, voir Filipova.
Strashimira Simeonova (née Filipova le 18 août 1985 à Sofia) est une joueuse bulgare de volley-ball. Elle mesure 1,97 m et joue au poste de centrale.

## Clubs
| Club                       | De        | À         |
| -------------------------- | --------- | --------- |
| CSKA Sofia                 | 2001-2002 | 2002-2003 |
| Slavia Sofia               | 2003-2004 | 2003-2004 |
| CSKA Sofia                 | 2004-2005 | 2004-2005 |
| Calisia Kalisz             | 2005-2006 | 2005-2006 |
| Racing Club de Cannes      | 2006-2007 | 2008-2009 |
| Ouralotchka Iekaterinbourg | 2009-2010 | 2012-2013 |
| Fakel Novy Ourengoï        | 2013-2014 | 2013-2014 |
| Azəryol VK                 | 2014-2015 | 2014-2015 |
| Azerrail Bakou             | 2015-2016 | 2015-2016 |
| KPS Chemik Police          | 2017-2018 | 2017-2018 |
| Slavia Sofia               | 2018-2019 | 2018-2019 |
| Halkbank Ankara            | jan 2019  | mai 2019  |
| Slavia Sofia               | sept 2019 | déc 2019  |
| Nakhon Ratchasima          | 2019-2020 | …         |

## Palmarès

### Équipe nationale
- Ligue européenne
  - Finaliste : 2010, 2012.

### Clubs
- Championnat de France (3)
  - Vainqueur : 2007, 2008, 2009
- Coupe de France (3)
  - Vainqueur : 2007, 2008, 2009
- Championnat d'Azerbaïdjan
  - Vainqueur : 2016.
- Championnat de Pologne
  - Vainqueur : 2018.

### Distinctions individuelles
- Ligue européenne de volley-ball féminin 2010: Meilleure serveuse.